# Surplex
Компания Surplex GmbH из города Дюссельдорф — это промышленный аукционный дом, который специализируется на торговле оборудованием, бывшем в употреблении. Фирма продает и покупает по всему миру б/у станки и промышленные установки, проводит сетевые торги, а также предлагает услуги по подготовке заключений и проведению экспертизы. Она относится к небольшому числу предприятий бывшего сектора Новой экономики, которые приносят доход и сегодня.

## История

### Основание
Компания Surplex.com AG была основана братьями Бруно и Флорианом Шик в конце 1999 года как типичный стартап эры Интернет-бизнеса. Её основная идея заключалась в развитии сетевой торговой площадки, которой предстояло упростить торговлю б/у оборудованием и обеспечить прозрачность рынка б/у машин, который на тот момент был сильно сегментирован.
Эта бизнес-модель привлекла многочисленных корпоративных и частных инвесторов. Международные консорциумы венчурного капитала, такие как Carlyle Group или французская группа Vivendi внесли в общей сложности около 50 млн. евро. К бизнесу Surplex подключились и известные частные инвесторы, например, Ларс Шлекер, Ларс Виндгорст, Марк Шремпп или президент компании Fiat Паоло Фреско.
Платформа B2B компании Surplex уже в самом начале своей работы занимала ведущие позиции в продажах б/у станков и промышленных установок, а в 2001 году была отмечена компанией Forrester Research в качестве лучшей. До 2006 года Surplex издавала крупнейший в мире специализированный журнал промышленных товаров «Communicator» (тираж: 45000 экземпляров).

### Кризис (2001–2003)
Когда пузырь Интернет-бизнеса лопнул, фирма Surplex.com AG также оказалась в состоянии тяжелого кризиса. Ее филиалы были закрыты, головной офис вернулся из Берлина в Дюссельдорф, а большая часть из примерно 140 рабочих мест сокращена. В марте 2003 года руководство компанией принял Михаэль Веркер, который пришел на Surplex из традиционного машиностроительного концерна Deutz.

### Консолидация (2004–2009)
В период между 2004 и 2009 годами аукционная платформа surplex.com находилась в постоянном развитии. Начиная с того времени, Surplex проводит крупные промышленные торги, например, для компаний Linde, ABB, ThyssenKrupp и Bayer. Бизнес-модель, изначально построенная чисто на цифровой основе, была дополнена аналоговыми сервисами, как это принято в классической торговле оборудованием. В русле данной стратегии, предусматривающей сочетание сетевых и традиционных услуг, Михаэль Веркер и Ули Штальтер основали в начале 2009 года Surplex GmbH.

### Интернационализация (с 2010 года)
С 2010 года Surplex GmbH постоянно развивается. К 2020 году число сотрудников, составлявшее изначально 15 человек, перевалило за 200, а годовой оборот достиг без малого 100 млн. евро (2019). Учредив в 2013 году итальянскую фирму Surplex Srl, компания открыла первый филиал за пределами Германии. Сегодня Surplex располагает офисами в 13 европейских странах (по состоянию на ноябрь 2020 года), в том числе в Испании, Франции и Великобритании.
С лета 2020 года в состав руководства компании, которое осуществляют Михаэль Веркер и Ульрих Штальтер, в качестве третьего управляющего директора вошла Гислейн Дуймелингс, обладающая богатым опытом работы на международном уровне.

## Продукция
С 2020 года основу бизнеса составляет аукционная платформа на 16 языках. В рамках более 500 аукционов ежегодно продается свыше 55000 единиц промышленных товаров. Обычно эти промышленные товары выходят на рынок после закрытия, реструктуризации или банкротства предприятий. Surplex предлагает прямые продажи, а также обычные услуги, необходимые для глобальной торговли б/у оборудованием. К ним относятся демонтаж, отгрузка и таможенное оформление. Под торговым знаком Valuplex компания Surplex оказывает услуги проведения экспертиз и подготовки заключений.